# The Colour and the Shape
A The Colour and the Shape a Foo Fighters 1997-ben megjelent második stúdióalbuma. Ez az album a Foo Fighters debütáló albuma zenekarként, mivel az előző, a Foo Fighters albumot egyedül a zenekar frontembere, Dave Grohl és az ő barátja, Barrett Jones rögzítette demóként. A The Colour and the Shape albumot Grammy-díjra jelölték 1998 a "Legjobb rock album" kategóriában.

## Az album dalai
Az összes szám szerzője Dave Grohl, Nate Mendel és Pat Smear, kivéve ahol fel van tüntetve. 
| 1.    | Doll                      | 1:23 |
| 2.    | Monkey Wrench             | 3:51 |
| 3.    | Hey, Johnny Park!         | 4:08 |
| 4.    | My Poor Brain             | 3:33 |
| 5.    | Wind Up                   | 2:32 |
| 6.    | Up in Arms                | 2:15 |
| 7.    | My Hero                   | 4:20 |
| 8.    | See You                   | 2:26 |
| 9.    | Enough Space (Grohl)      | 2:37 |
| 10.   | February Stars            | 4:49 |
| 11.   | Everlong (Grohl)          | 4:10 |
| 12.   | Walking After You (Grohl) | 5:03 |
| 13.   | New Way Home              | 5:40 |
| 46:47 |                           |      |

## Közreműködők

### Foo Fighters
- Dave Grohl – ének, gitár, dobok
- Pat Smear – ritmusgitár
- Nate Mendel – basszusgitár

### Egyéb közreműködők
- William Goldsmith – dobok a "Doll", "Up in Arms" és "My Poor Brain" c. számokban; a "The Colour and the Shape" és "Down in the Park" c. bónusz számokban és a "Weenie Beenie" és "Winnebago" c. számokban
- Taylor Hawkins – dobok a "Requiem", "Drive Me Wild" és "Baker Street" c. bónusz számokban
- Charlotte Ritchie, Janet Paschal és Sue Dodge – taps a "See You" c. számban

### Technikai személyzet
- Gil Norton – producer
- Bradley Cook, Geoff Turner – technika
- Ryan Boesch, Todd Burke, Don Farwell, Ryan Hadlock, Jason Mauza – technikai asszisztensek
- Chris Sheldon – mixelés
- Bob Ludwig – mastering
- Bradley Cook, Geoff Turner – a felvételt irányító technikusok
- Jeffery Fey, George Mimnaugh – dizájn
- Andy Engel – borítókép-dizájn
- Josh Kessler – fényképészet

## Helyezések
| Lista (1997)                                  | Helyezés |
| --------------------------------------------- | -------- |
| Ausztrália (ARIA Top 50 Albums)               | 5        |
| Ausztria (Ö3 Austria Top 40)                  | 19       |
| Egyesült Királyság (UK Albums Chart)          | 3        |
| Finnország (Musiikkituottajat Albumit Top 50) | 12       |
| Franciaország (SNEP Album Top 100)            | 24       |
| Kanada (Billboard Canadian Albums Chart)      | 8        |
| Németország (Media Control Top 100 Album)     | 41       |
| Norvégia (VG-lista Album Top 40)              | 20       |
| Svájc (Schweizer Hitparade Top 100 Albums)    | 50       |
| Svédország (Sverigetopplistan Top 60 Albums)  | 10       |
| Új-Zéland (Recorded Music NZ Top 40 Albums)   | 10       |
| USA Billboard 200                             | 10       |

| Ország           | Eladási minősítés |
| ---------------- | ----------------- |
| Ausztrália       | platina           |
| Kanada           | platina           |
| UK               | arany             |
| Egyesült Államok | platina           |

## Külső hivatkozások
- A Foo Fighters hivatalos oldala